# Liceo di scienze umane
Il liceo delle scienze umane è una scuola secondaria di secondo grado italiana caratterizzata dallo studio delle scienze umane (quali la pedagogia e la psicologia, comprese le scienze sociali come la sociologia e l'antropologia, e la metodologia della ricerca) in connubio con le discipline umanistiche (filosofia, storia, diritto ed economia politica). Offre inoltre agli studenti lo studio del latino e di alcune lingue moderne come l'inglese (o lo spagnolo, francese, tedesco) e dell'informatica di base (all'interno della materia matematica), nel corso del primo biennio.

## Ordinamento attuale

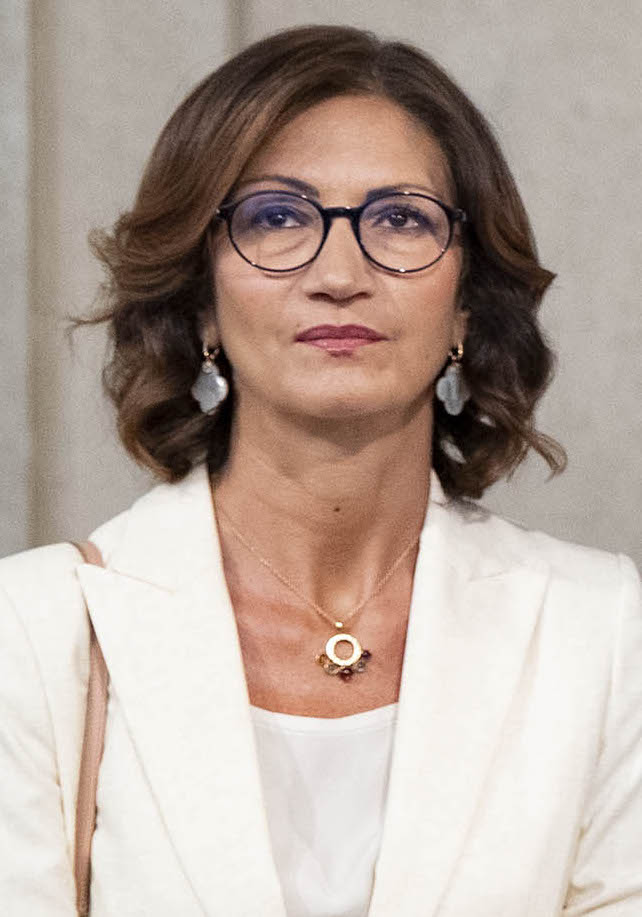
Mariastella Gelmini, Ministro dell'istruzione, dell'università e della ricerca dal 2008 al 2011

Il liceo delle scienze umane istituzionale è entrato in vigore col Ministro Mariastella Gelmini dal 1º settembre 2010. Con la nuova riforma, sono presenti due distinti indirizzi di studio, ciascuno della durata di 5 anni, che trattano le scienze umane secondo due approcci differenti.
Il primo indirizzo liceo delle scienze umane LI 11 è formalmente chiamato tradizionale nel regolamento d'Istituto, prevede uno studio approfondito delle scienze umane (psicologia e pedagogia) che comprende anche le scienze sociali (sociologia e antropologia), da cui viene esclusa la metodologia della ricerca e sostituita dalla pedagogia, e la filosofia che invece comincia nel secondo biennio e quinto anno, la storia, il latino, e l'inglese. Il diritto e l'economia politica che fanno parte delle scienze sociali vengono studiati solo nel primo biennio.
Il secondo indirizzo, liceo economico-sociale LES" LI 12 è formalmente chiamato opzione nel regolamento d'istituto, prevede ugualmente lo studio delle scienze umane (psicologia), ma soprattutto delle scienze sociali (sociologia, antropologia e metodologia della ricerca), da cui viene esclusa però la pedagogia sostituita con metodologia della ricerca. Anche in tale indirizzo lo studio della filosofia inizia nel secondo biennio e quinto anno, la storia, mentre il diritto e l'economia politica che fanno parte delle scienze sociali vengono maggiormente approfonditi e studiati in tutto il quinquennio. (la prima lingua è l'inglese). Il latino è assente e viene sostituito da una seconda lingua straniera a scelta tra francese, spagnolo e tedesco.
Di seguito i due indirizzi con gli orari settimanali standard:

### Indirizzo tradizionale
| Discipline                                 | 1º biennio | 1º biennio | 2º biennio | 2º biennio | V  |
| Discipline                                 | I          | II         | III        | IV         | V  |
| ------------------------------------------ | ---------- | ---------- | ---------- | ---------- | -- |
| Lingua e letteratura italiana              | 4          | 4          | 4          | 4          | 4  |
| Lingua e cultura latina                    | 3          | 3          | 2          | 2          | 2  |
| Lingua e cultura straniera                 | 3          | 3          | 3          | 3          | 3  |
| Storia e geografia                         | 3          | 3          | -          | -          | -  |
| Storia                                     | -          | -          | 2          | 2          | 2  |
| Filosofia                                  | -          | -          | 3          | 3          | 3  |
| Scienze umane1                             | 4          | 4          | 5          | 5          | 5  |
| Diritto ed economia                        | 2          | 2          | -          | -          | -  |
| Matematica3                                | 3          | 3          | 2          | 2          | 2  |
| Fisica                                     | -          | -          | 2          | 2          | 2  |
| Scienze naturali4                          | 2          | 2          | 2          | 2          | 2  |
| Storia dell'arte                           | -          | -          | 2          | 2          | 2  |
| Scienze motorie e sportive                 | 2          | 2          | 2          | 2          | 2  |
| Religione cattolica o attività alternative | 1          | 1          | 1          | 1          | 1  |
| Totale delle ore settimanali               | 27         | 27         | 30         | 30         | 30 |

### Indirizzo economico-sociale
| Discipline                                 | 1º biennio | 1º biennio | 2º biennio | 2º biennio | V  |
| Discipline                                 | I          | II         | III        | IV         | V  |
| ------------------------------------------ | ---------- | ---------- | ---------- | ---------- | -- |
| Lingua e letteratura italiana              | 4          | 4          | 4          | 4          | 4  |
| Lingua e cultura straniera 1               | 3          | 3          | 3          | 3          | 3  |
| Lingua e cultura straniera 2               | 3          | 3          | 3          | 3          | 3  |
| Storia e geografia                         | 3          | 3          | -          | -          | -  |
| Storia                                     | -          | -          | 2          | 2          | 2  |
| Filosofia                                  | -          | -          | 2          | 2          | 2  |
| Scienze umane2                             | 3          | 3          | 3          | 3          | 3  |
| Diritto ed economia politica               | 3          | 3          | 3          | 3          | 3  |
| Matematica3                                | 3          | 3          | 3          | 3          | 3  |
| Fisica                                     | -          | -          | 2          | 2          | 2  |
| Scienze naturali4                          | 2          | 2          | -          | -          | -  |
| Storia dell'arte                           | -          | -          | 2          | 2          | 2  |
| Scienze motorie e sportive                 | 2          | 2          | 2          | 2          | 2  |
| Religione cattolica o attività alternative | 1          | 1          | 1          | 1          | 1  |
| Totale delle ore settimanali               | 27         | 27         | 30         | 30         | 30 |

- 1 pedagogia, psicologia e sociologia, antropologia.
- 2 psicologia, sociologia, antropologia e metodologia della ricerca
- 3 Con informatica al primo biennio
- 4 Biologia, chimica, scienze della Terra

La materia scienze umane comprende anche la sottomateria metodologia della ricerca che si studia al liceo delle scienze umane indirizzo opzione LI 12 economico sociale.
La metodologia della ricerca si riferisce alla pratica del macrogruppo delle metodologie di ricerca e sperimentazioni delle scienze umane che sono discipline che studiano attraverso il metodo scientifico, l'essere umano, in quanto soggetto di pensiero e di azione, al fine di comprendere le cause e il significato dei suoi comportamenti, esse sono: (psicologia, pedagogia, scienze dell'educazione e scienze della formazione primaria) e, alla pratica del sottogruppo delle metodologie di ricerca e sperimentazioni delle scienze sociali che studiano attraverso il metodo scientifico, le società e le relazioni sociali tra gli individui all'interno di tali società, esse sono: (sociologia, servizi sociali, antropologia, storia, diritto, economia politica), nonché della Filosofia intesa come disciplina empirica tendente verso le scienze umane, in quanto fondata sui dati dell'esperienza immediata e della pratica, il che la rende estranea al rigore scientifico delle scienze dure.
Tutte il macrogruppo delle scienze umane ed il sottogruppo delle scienze sociali sono definite scienze molli perché non hanno rigore scientifico ma si basano più sulla ricerca di tipo qualitativo e sperimentale (grandezze intensive), ed in piccole quantità anche sulle ricerche di grandezze di tipo quantitativo (grandezze estensive). Tali grandezze intensive (qualitative e sperimentali) sono: non sommabili ma graduabili, osservabili direttamente, attraverso i comportamenti che vengono definite costrutti cioè astrazioni teoriche che sono inferite sulla base di una teoria del comportamento di un individuo o di un gruppo.
Le scienze umane e le scienze sociali 
sono anche scienze autonome, ossia ogni materia possiede un proprio statuto epistemologico o scientifico (insieme delle caratteristiche che certificano la scientificità di un sapere attraverso un testo), ed un proprio linguaggio tecnico-scientifico.
È inoltre previsto l'insegnamento in lingua straniera di una disciplina non linguistica (CLIL), compresa nell'area delle attività e degli insegnamenti obbligatori per tutti gli studenti o nell'area degli insegnamenti attivabili dalle istituzioni scolastiche, nei limiti del contingente di organico ad esse annualmente assegnato.
Inoltre 90 ore di “percorsi per le competenze trasversali e per l’orientamento” (denominati per semplicità con l’acronimo PCTO) nel secondo biennio e nel quinto anno.
Dopo la maturità liceale del Liceo delle scienze umane, indirizzo tradizionale o indirizzo opzione economico sociale, il diplomato può scegliere o di intraprendere il mondo del lavoro o universitario:
1. Liceo scienze umane indirizzo tradizionale: nel mondo del lavoro in qualità di ausiliario aiuto educatore infanzia o aiuto educatore sociopedagogico oppure intraprendere un corso di Laurea 3 anni o di Laurea Magistrale (3 anni + 2 anni) = 5 anni o di Laurea Magistrale a ciclo unico 5 o 6 anni c/o qualunque Dipartimento Universitario.
2. Liceo delle scienze umane indirizzo opzione economico sociale: nel mondo del lavoro in qualità di ausiliario aiuto assistente sociale oppure intraprendere un corso di Laurea 3 anni o di Laurea Magistrale (3 anni + 2 anni) = 5 anni o di Laurea Magistrale a ciclo unico 5 o 6 anni c/o qualunque Dipartimento Universitario.

## Iscrizioni
Nell'anno scolastico 2024/2025 gli iscritti sono stati il 3,96% con un aumento dello 0,06% rispetto all'anno scolastico 2023/2024.

## Liceo del made in Italy
Con la legge 206/2023 è stata decisa la creazione del Liceo del made in Italy, fortemente voluto dal Governo Meloni, un nuovo indirizzo previsto per il liceo delle scienze umane.
La creazione di questo indirizzo potrà avvenire solo ad invarianza finanziaria e in assenza di esuberi di personale nel liceo delle scienze umane; inoltre, in caso dell'istituzione di questo indirizzo, il liceo dovrà sopprimere l'indirizzo economico-sociale.
Le iscrizioni per questo nuovo indirizzo sono state programmate a partire dall'anno scolastico 2024/2025, e a febbraio 2024, nei 92 licei nei quali è stato proposto l'indirizzo, si sono registrate 375 domande di iscrizione, lo 0,8% di tutte le domande presentate alle scuole superiori italiane.
| Discipline                                 | 1º biennio | 1º biennio |
| Discipline                                 | I          | II         |
| ------------------------------------------ | ---------- | ---------- |
| Lingua e letteratura italiana              | 4          | 4          |
| Storia e geografia                         | 3          | 3          |
| Diritto                                    | 3          | 3          |
| Economia politica                          | 3          | 3          |
| Lingua e cultura straniera 1               | 3          | 3          |
| Lingua e cultura straniera 2               | 2          | 2          |
| Matematica1                                | 3          | 3          |
| Scienze naturali2                          | 2          | 2          |
| Scienze motorie e sportive                 | 2          | 2          |
| Storia dell'arte                           | 1          | 1          |
| Religione cattolica o attività alternative | 1          | 1          |
| Totale delle ore settimanali               | 27         | 27         |

- 1 Con informatica al primo biennio
- 2 Biologia, chimica, scienze della Terra